# مركز الاحتجاز التابع للأمم المتحدة
مركز الاحتجاز التابع للأمم المتحدة هو مركز احتجاز يتبع الأمم المتحدة يقع في أروشا بشمال تنزانيا. والآخر هو وحدة الاحتجاز التابعة للأمم المتحدة في لاهاي بهولندا. تتم صيانة المنشأة من قبل الآلية الدولية لتصريف الأعمال المتبقية للمحكمتين الجنائيتين وهي منظمة تابعة للأمم المتحدة.

## محكمة رواندا
عمل مركز الاحتجاز كمركز احتجاز للمحكمة الجنائية الدولية لرواندا حتى إغلاقها في عام 2015. تأسست في أعقاب الإبادة الجماعية في رواندا عام 1994، وهي مؤسسة من 89 خلية تقع داخل مجمع سجن شديد الحراسة على بعد خمسة أميال خارج مدينة أروشا. تم تفويضها حصريًا باحتجاز الأفراد المتهمين أو المشتبه في ارتكابهم جرائم حرب من قبل المحكمة الجنائية الدولية لرواندا.
في أوجها تم احتجاز 51 شخصًا تم جلبهم من أكثر من 15 دولة هناك. وكان من بينهم رئيس أركان الجيش الرواندي السابق أوغستين بيزيمونغو، ومغني البوب سيمون بيكيندي، إلى جانب وزير الدفاع السابق تيونيست باغوسورا. تتم مراقبة رفاهية النزلاء من قبل اللجنة الدولية للصليب الأحمر.